# Betty Erthal
Maria Elizabeth Erthal, mais conhecida como Betty Erthal (Bom Jardim, 18 de Setembro de 1950, Rio de Janeiro), é uma atriz brasileira.

## Filmografia

### Trabalhos na televisão
| Ano  | Título                     | Personagem                 | Notas                                                 |
| ---- | -------------------------- | -------------------------- | ----------------------------------------------------- |
| 2016 | A Regra do Jogo            | Mulher que briga com Atena | Participação Especial                                 |
| 2015 | Santo Forte                | Marta                      | Episódio: "20 de setembro"                            |
| 2014 | Pé na Cova                 | Mulher                     | Episódio: O Grito no Deserto                          |
| 2013 | Flor do Caribe             | Madre Superiora            | Participação especial                                 |
| 2009 | Poder Paralelo             | Damiana (Nida)             |                                                       |
| 2008 | Casos e Acasos             | Maria Pia                  | Episódio: O Papai Noel, a Perna Quebrada e o Presépio |
| 2008 | Casos e Acasos             | Adelaide                   | Episódio: A Garota, o Vestibular e os Ingressos       |
| 2008 | Casos e Acasos             | Diva                       | Episódio: A Blitz, o Presente e os Filhos             |
| 2008 | A Grande Família           | Dona Vânia                 | Episódio: Uma Ração Para Viver                        |
| 2008 | Dicas de um Sedutor        | Martha                     | Episódio: O Golpe do Baú                              |
| 2007 | Sete Pecados               | Baronesa                   | Participação especial                                 |
| 2006 | Sob Nova Direção           | Margot                     | Episódio: Como Eliminar Sua Chefe                     |
| 2006 | Cobras & Lagartos          | Madre Agapita              | Participação especial                                 |
| 2006 | Malhação                   | Aracy                      | Participação especial                                 |
| 2004 | Carga Pesada               | Silvia                     | Episódio: A Gente Chega Lá                            |
| 2002 | O Quinto dos Infernos      | Madame Sampaio             |                                                       |
| 2001 | Brava Gente                | Mãe de Marina              | Episódio: Proezas do Finado Zacarias                  |
| 2000 | Uga Uga                    | Violeta                    |                                                       |
| 1999 | Andando nas Nuvens         | Lucila                     |                                                       |
| 1997 | Zazá                       | Miss Jessica               |                                                       |
| 1996 | Salsa e Merengue           | —                          | Participação especial                                 |
| 1993 | Renascer                   | Nena                       |                                                       |
| 1993 | Família Brasil             | Berenice                   |                                                       |
| 1991 | O Dono do Mundo            | Araci                      |                                                       |
| 1990 | Fronteiras do Desconhecido | Mariana                    |                                                       |
| 1989 | Kananga do Japão           | Elisa                      |                                                       |
| 1987 | Mandala                    | Dalva                      |                                                       |
| 1983 | Champagne                  | —                          | Participação especial                                 |
| 1983 | Caso Especial              | Marli                      | Episódio: "Feliz Ano Novo, de Novo"                   |
| 1981 | Amizade Colorida           | Mulher                     | Episódio: Das Dificuldades de Ser Homem               |

### Cinema
| Ano  | Título                           | Personagem            |
| ---- | -------------------------------- | --------------------- |
| 2001 | Tainá - Uma Aventura na Amazônia | Miss Meg              |
| 1998 | Uma Aventura do Zico             | Dra. Judith Bernstein |
| 1974 | Relatório de um Homem Casado     |                       |